# Куб (зенитный ракетный комплекс)

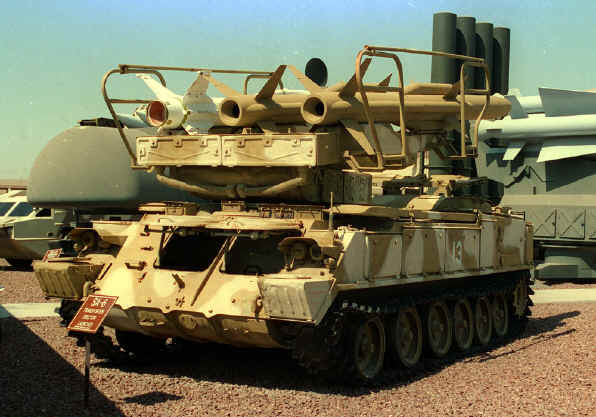
Пусковая установка 2П25 в песчаной раскраске. Фото авиабазы Нэллис

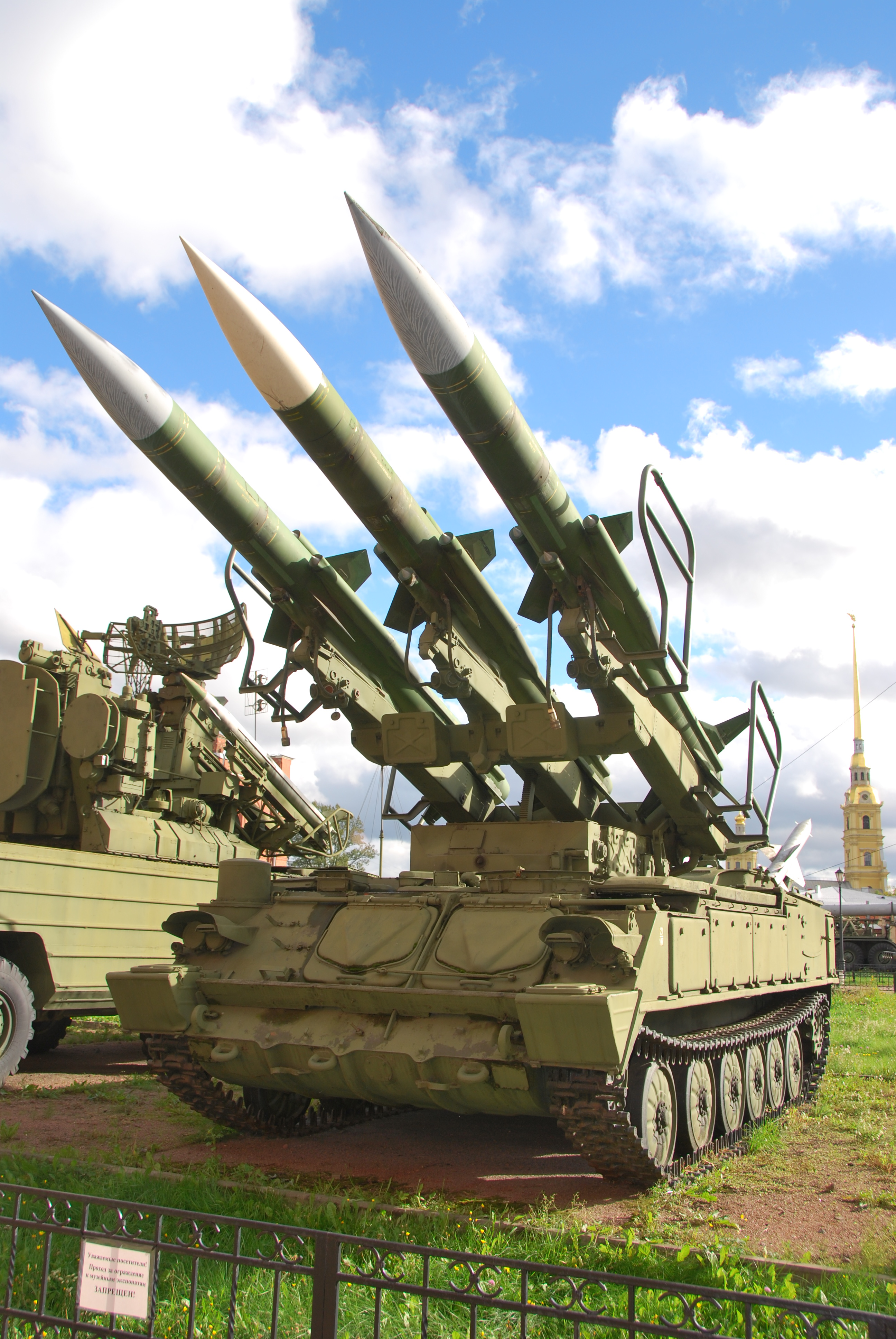
Пусковая установка 2П25 в Артиллерийском музее Санкт-Петербурга

«Куб» (индекс ГРАУ — 2К12, по классификации НАТО — SA-6 Gainful, рус. «выгодный») — советский зенитно-ракетный комплекс (ЗРК) войсковой противовоздушной обороны (ПВО).
ЗРК разработан в ОКБ-15 ГКАТ (филиал НИИ-17; ныне — НИИ приборостроения им. В. В. Тихомирова).

## История создания
Разработка комплекса «Куб» была начата по постановлению Совета министров СССР № 817-839? от 18 июля 1958 года. Головным разработчиком ЗРК было назначено ОКБ-15. Совместные испытания 2К12 были начаты в январе 1965 года на Донгузском полигоне и проходили по июнь 1966 года. 22 декабря 1967 году комплекс был принят на вооружение ПВО СВ ВС Союза ССР.

### Производство
Серийное производство боевых средств комплекса и всех его модификаций было организовано:
- самоходных установок разведки и наведения 1С91 — на Ульяновском механическом заводе МРЭП (МРЭП);
- самоходных пусковых установок 2П25 — на Машиностроительном заводе им. М. И. Калинина МАП;
- зенитных управляемых ракет 3М9 — на Долгопрудненском машиностроительном заводе МАП.

Комплекс производился с 1967 по 1983 годы. За это время было выпущено более 600 комплексов различных модификаций. На учениях и испытаниях выпущено более 4000 ракет.

## Описание

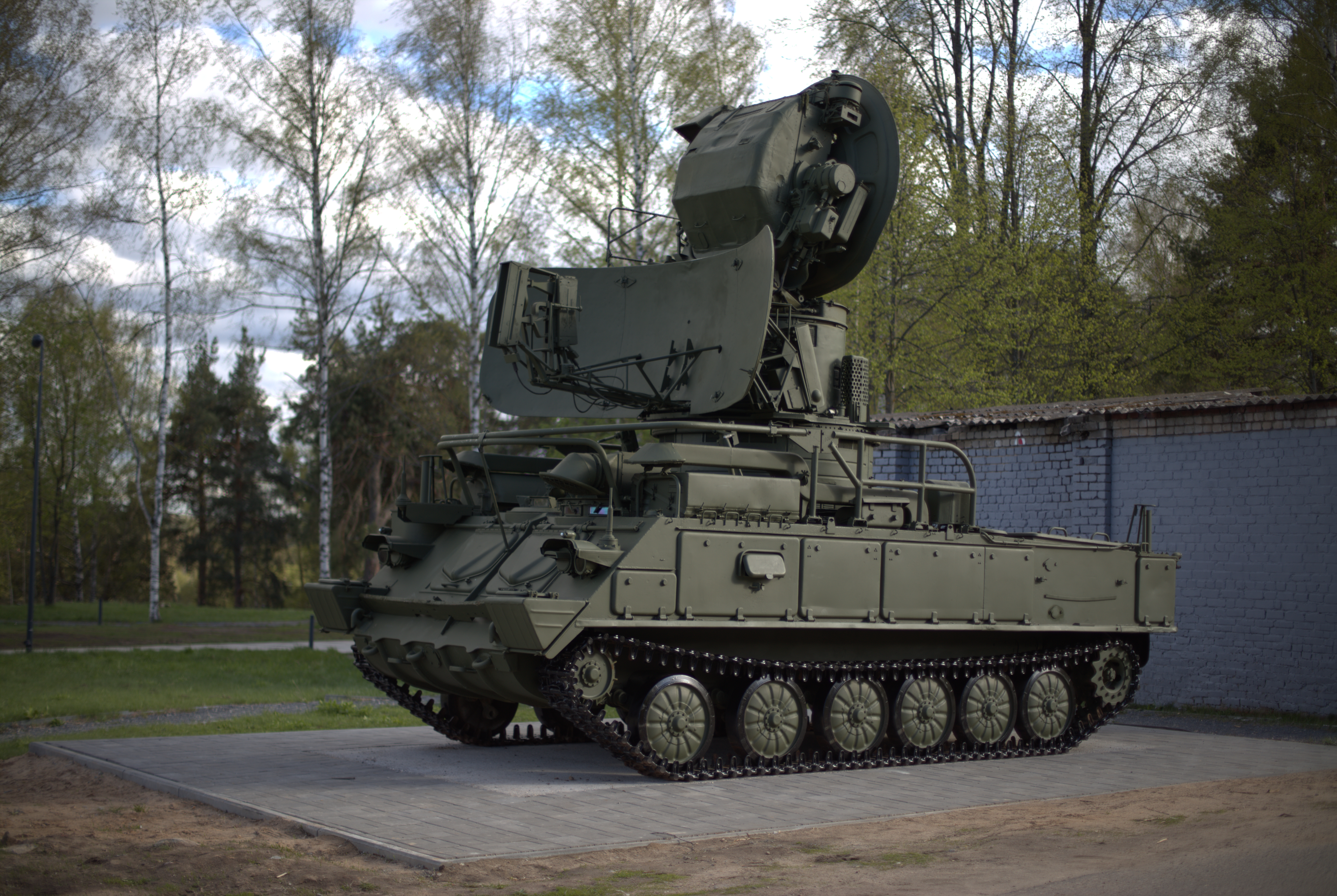
СУРН 1С91 в Музее военной техники под открытым небом парка 35-илетия Победы, г. Кинешма

ЗРК включает в себя одну самоходную установку разведки и наведения (СУРН 1С91), кабину приёма целеуказания (КПЦ 9С417) и 4 самоходные пусковые установки (СПУ 2П25). На каждой пусковой установке размещено по три зенитные управляемые ракеты (ЗУР) 3М9. Самоходная установка разведки и наведения и самоходные пусковые установки смонтированы на гусеничных шасси типа ГМ, производства Завода № 40 (позже Метровагонмаш, сейчас ММЗ), кабина приёма целеуказания смонтирована на шасси автомобиля ЗИЛ-131. Также в состав батареи входили две ТЗМ (транспортно-заряжающие машины), несущие на себе по 3 (три) ракеты 3М9М3, каждая. ТЗМ были смонтированы на шасси автомобиля ЗИЛ-131 и имели специальный гидроподъемник для перегрузки ракет с машины на пилоны СПУ 2П25.
«Куб» разрабатывался как средство ПВО для прикрытия танковых и мотострелковых дивизий Советской Армии. В состав дивизии входил зенитный ракетный полк, вооружённый пятью ЗРК «Куб».
Технические характеристики комплекса «Куб» обеспечивали обнаружение воздушных целей на дальностях до 65 км и их обстрел на дистанциях от 4,5 до 23,5 км и в диапазоне высот до 14000 м. Основными целями для ЗРК «Куб» являлись самолёты и крылатые ракеты со скоростями до 600 м/с (на встречных курсах). Последние модификации комплекса («Куб-М3») обеспечивали обстрел целей типа вертолёт в режиме зависания в воздухе.
При разработке комплекса «Куб» закладывались авиационные принципы — максимальная отдача при минимальном размере. В своём классе комплекс получился одним из наиболее компактных.

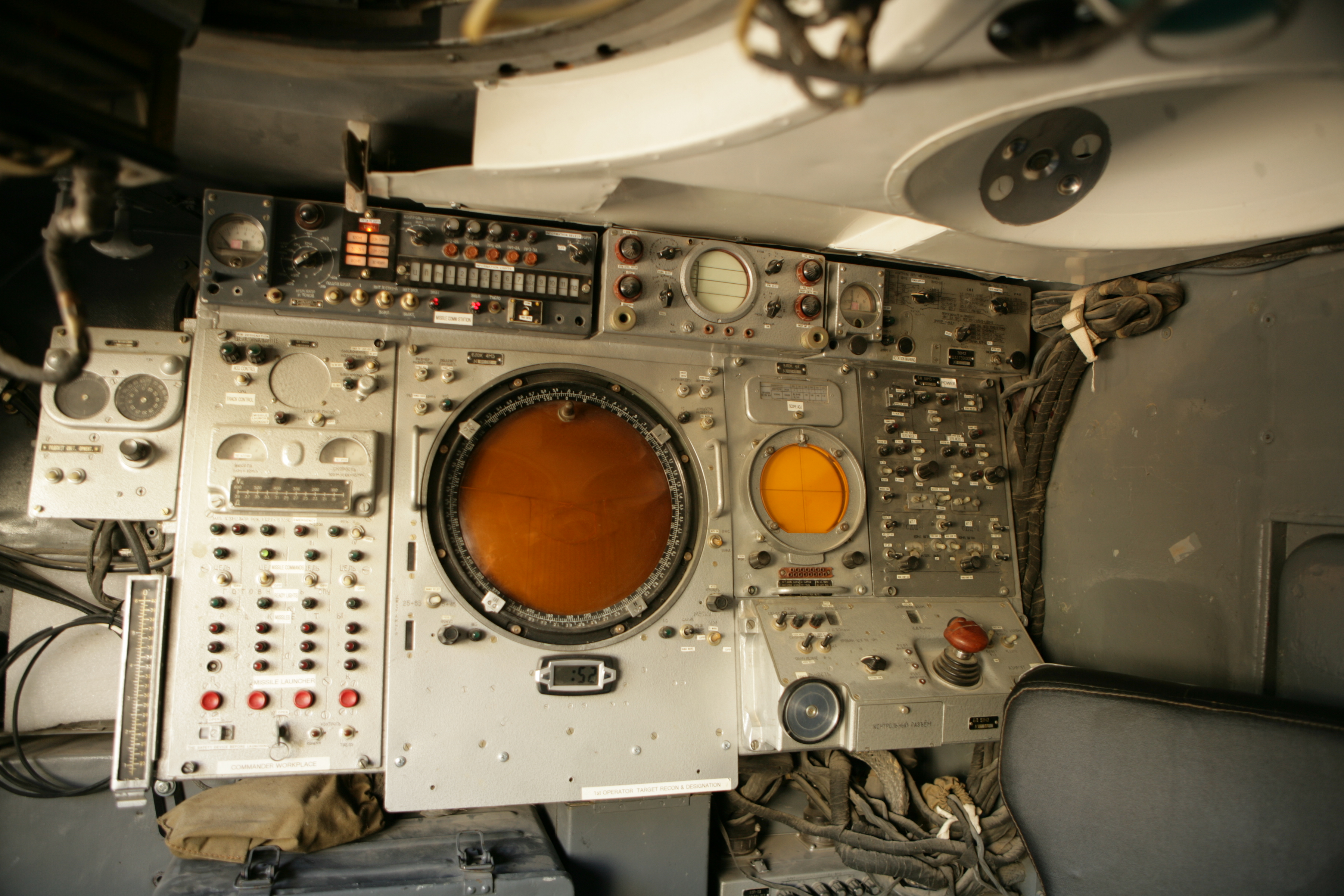
1С91 рабочее место 1 оператора (оператор СРЦ 1С11М - обнаружение Ц и выдача ЦУ на СН 1С31М).
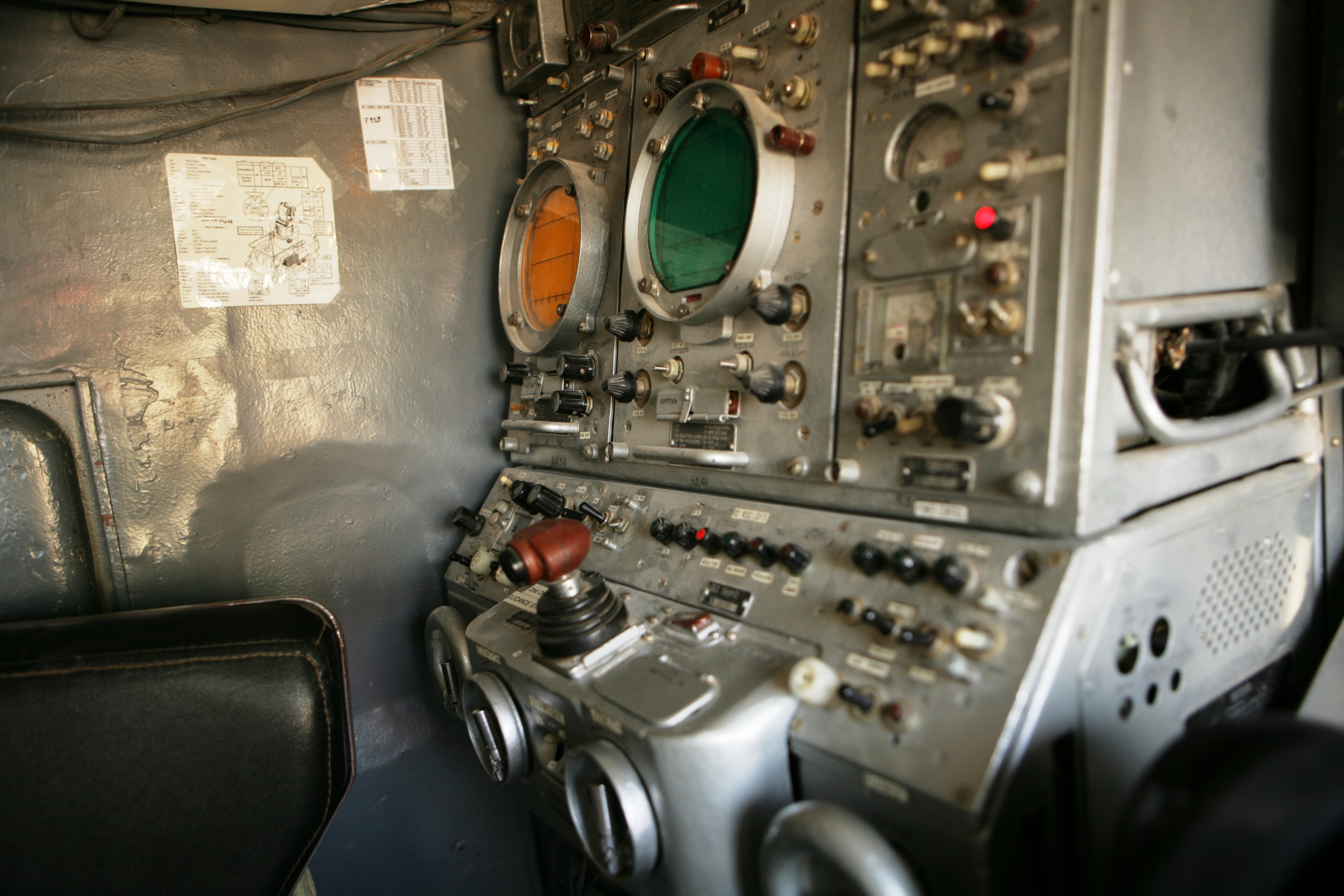
1С91 рабочее место 2 оператора (СН 1С31М).
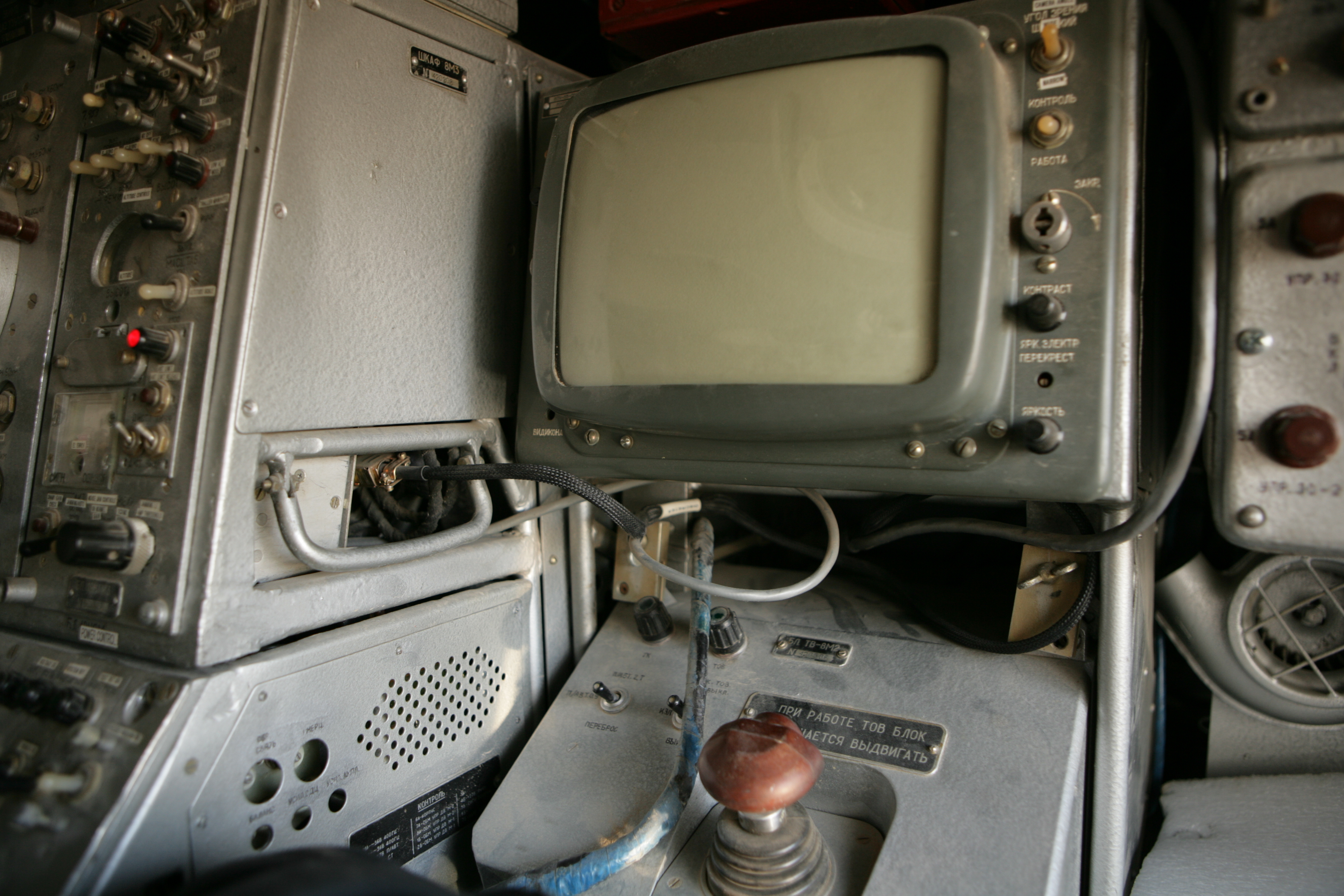
1С91 аппаратура управления с видеомонитором

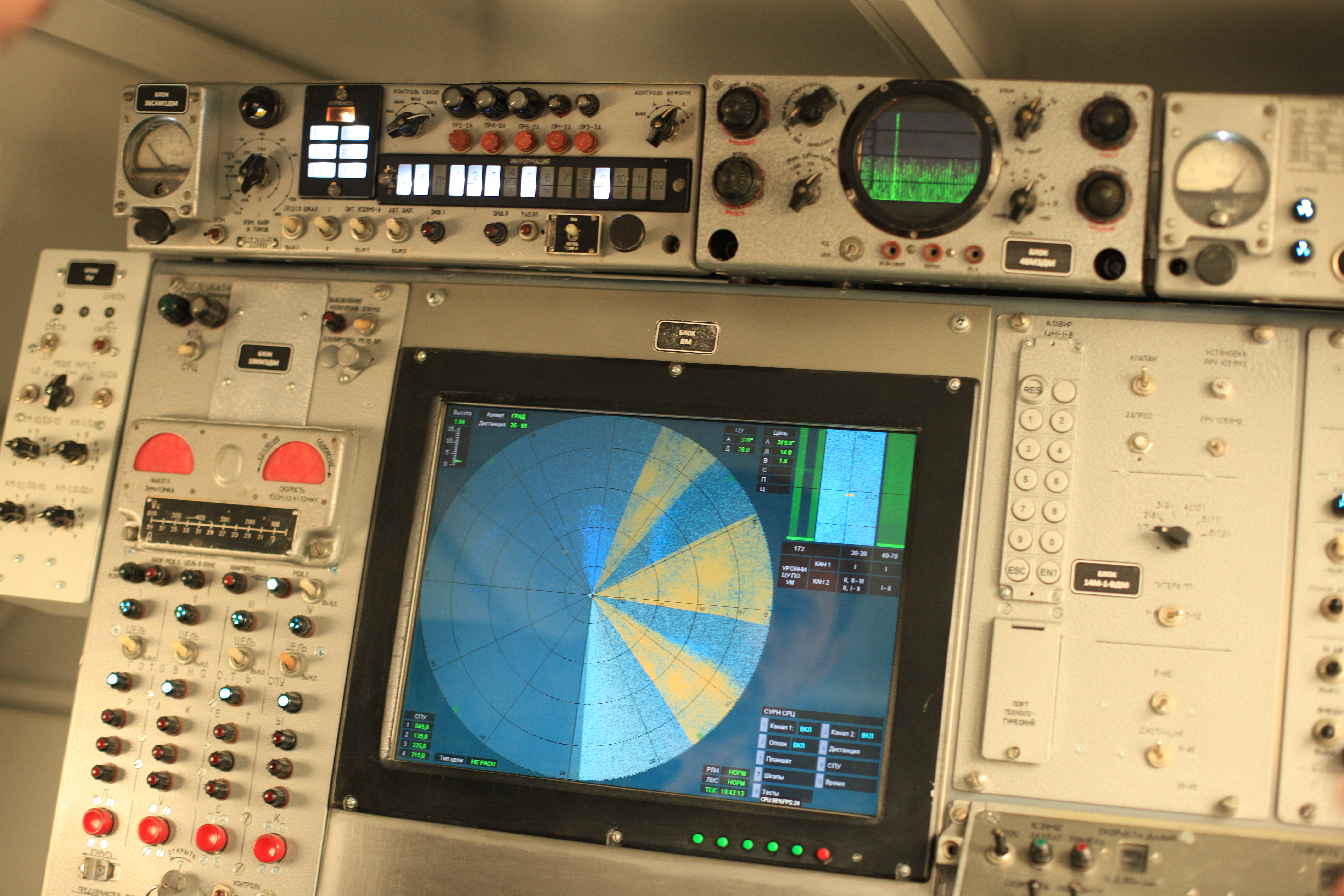
1С91 рабочее место главного оператора (после обновления)
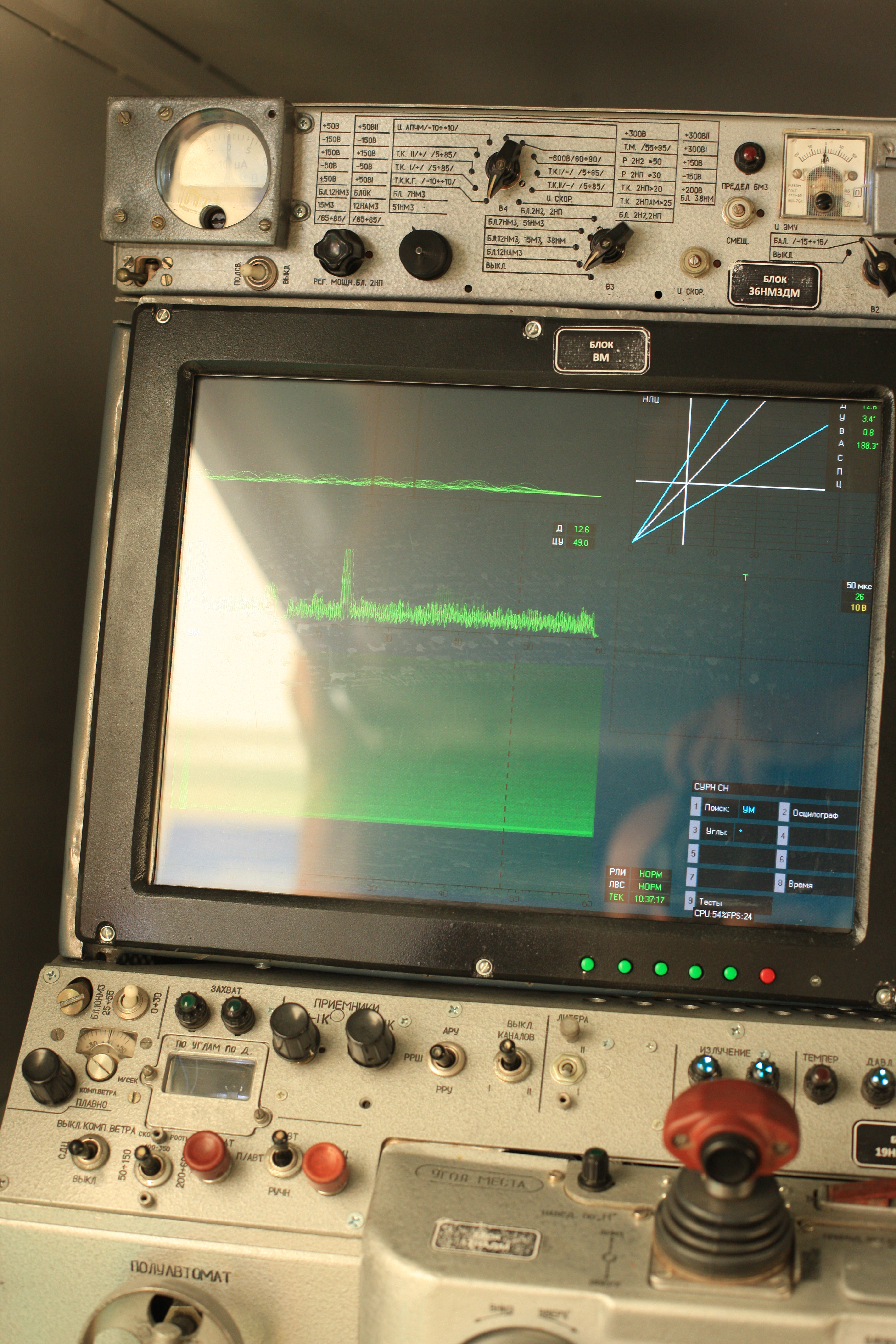
1С91 рабочее место 3 оператора (после обновления)
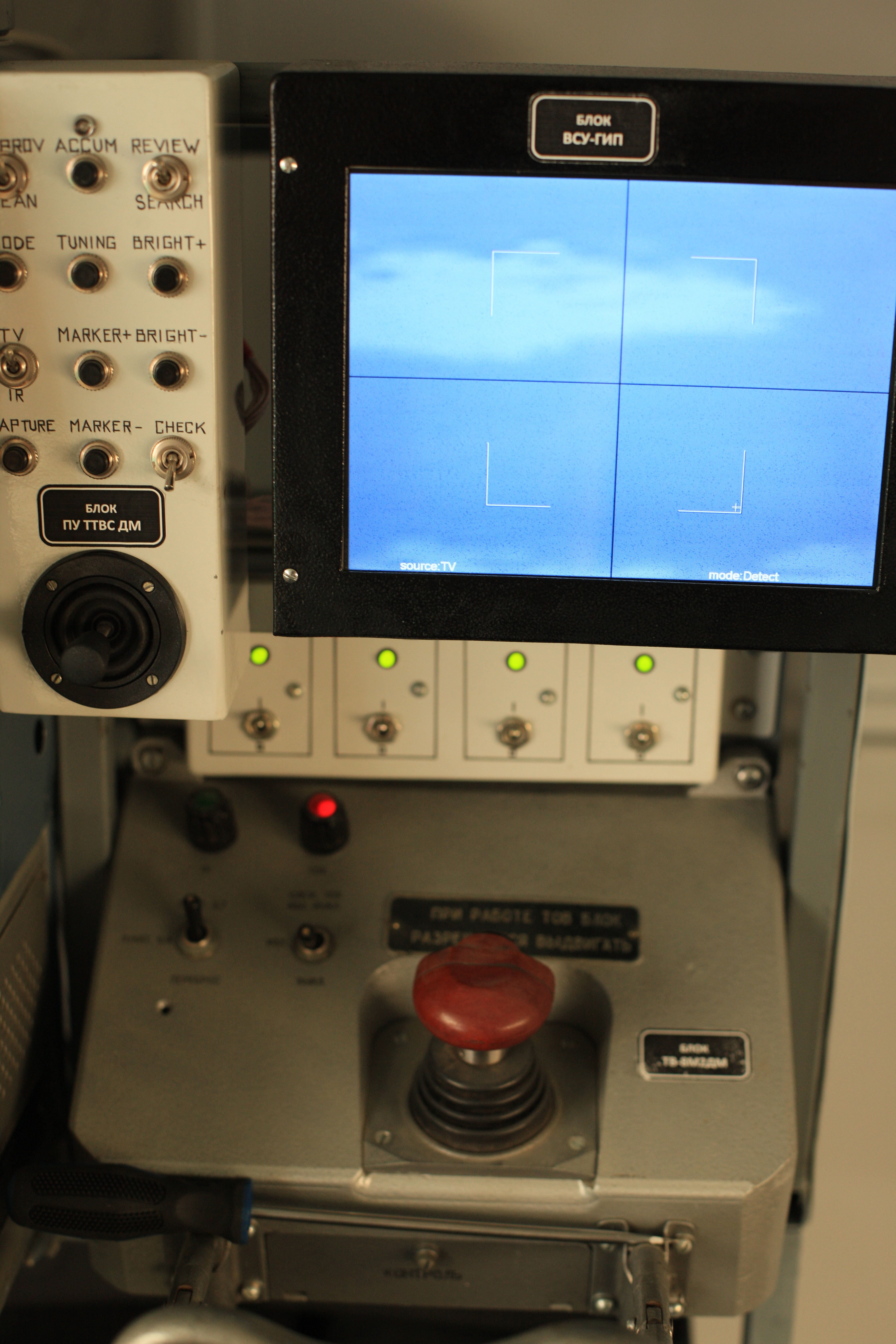
1С91 видеомонитор (после обновления)

## Модификации

### 2К12Е «Квадрат»
Экспортная модификация комплекса 2К12 «Куб». Создана в 1971 году. Основными отличиями от базового варианта является изменённая система распознавания государственной принадлежности целей, изменённый уровень помехозащищённости и возможность работы в тропических условиях.

### 2К12М «Куб-М»
После принятия на вооружение ЗРК 2К12, началась работа по его модернизации. В 1968 году был разработан комплекс 2К12М «Куб-М». Модернизированный комплекс имел возможность поражения целей маневрирующих с перегрузками до 5—6 g. Нижняя граница поражения была уменьшена со 100 до 50 метров, а дальность поражения была увеличена на 20 % благодаря усовершенствованию излучателя.

### 2К12М1 «Куб-М1»
В январе 1973 года был принят на вооружение модернизированный комплекс 2К12М1 «Куб-М1». В результате доработок были расширены границы зоны поражения целей, улучшена защищённость головки самонаведения от помех, работное время уменьшено приблизительно на 5 секунд, улучшена надёжность всех средств комплекса, а также предусмотрена прерывистая работа РЛС СУРН 1С91 для противодействия противорадиолокационным ракетам типа AGM-45 Shrike.

### 2К12М3 «Куб-М3»
В 1974—1975 гг. была проведена дальнейшая модернизация комплекса 2К12. В конце 1976 года на вооружение поступил ЗРК 2К12М3 «Куб-М3». По сравнению с предыдущими вариантами 2К12М3 имел расширенные границы зоны поражения, появилась возможность вести стрельбу «вдогон» по целям со скоростями до 300 м/с, средняя скорость полёта ЗУР увеличена до 700 м/с, появилась возможность поражения самолётов маневрирующих с перегрузками до 8 g, улучшена помехозащищённость головки самонаведения, ближняя граница зоны поражения уменьшена, вероятность поражения целей увеличена на 10—15 %.

### 2К12М3С «Куб-М3С»
В 1970-е годы активно велись разработки в области радиоэлектронной борьбы. Советские разработки эффективно противодействовали иностранным ЗРК типа MIM-23 Hawk. В целях снижения восприимчивости 2К12 к подобным средствам потенциального противника, была разработана модификация 2К12М3С. Новая модификация имела защиту от средств радиоэлектронной борьбы типа «Смальта». В 1979 году комплекс 2К12М3С был принят на вооружение.

### 2К12М3А «Куб-М3А»
Последняя модернизация комплекса 2К12 была проведена в 1981 году. В комплексе использовалась новая модифицированная ракета 3М9М4 с массой боевой части в =70=килограмм (и соотв. с возможностью установки и применения специальной (атомной) боевой части), однако, комплекс на вооружение принят не был.
Основной "причиной" отказа от 2К12М3А стало принятие на вооружение нового более перспективного комплекса 9К37 «Бук».

### 2К12М4 «Куб-М4»
В 1972 году были начаты работы по созданию нового ЗРК 9К37 «Бук». Принять на вооружение комплекс планировалось в 1975 году, для ускорения работ, принятие на вооружение было решено разделить на два этапа. Первый этап предусматривал введение в состав комплекса 2К12 «Куб-М3» самоходной огневой установки 9А38 с ракетами 9М38 в каждую батарею. Благодаря введению СОУ 9А38 количество целевых каналов увеличилось с 5 до 10, а боеготовных ЗУР с 60 до 75. В таком виде в 1978 году на вооружение был принят ЗРК 2К12М4 «Куб-М4».
Состав батарейного комплекса 2К12М4 «Куб-М4» (9К37-1 ЗРК «Бук-1»)
- 1 × СУРН 1С91М3 (из состава ЗРК «Куб-М3»)
- 4 × СПУ 2П25М3 (из состава ЗРК «Куб-М3»)
- 1 × СОУ 9А38 (из состава ЗРК «Бук») с ракетами 9М38 или с ракетами 3М9М3.

В состав зенитно-ракетного полка входят 5 стартовых батарей и батарея управления, а также вспомогательные подразделения.

## Сравнение различных модификаций
|                                             | Куб         | Куб-М1       | Куб-М3       | Куб-М4 («Бук-1») |
| ------------------------------------------- | ----------- | ------------ | ------------ | ---------------- |
| Зона поражения, км                          |             |              |              |                  |
| по дальности                                | 6-8...22    | 4...23       | 4...25       | 4...24           |
| по высоте                                   | 0,1...7(12) | 0,08...8(12) | 0,02...8(12) | 0,03...14        |
| по параметру                                | до 15       | до 15        | до 18        | до 18            |
| Вероятность поражения истребителя одной ЗУР | 0,7         | 0,8...0,95   | 0,8...0,95   | 0,8...0,9        |
| вертолета                                   | —           | —            | —            | 0,3...0,6        |
| крылатой ракеты                             | —           | —            | —            | 0,25...0,5       |
| Макс скорость поражаемых целей, м/с         | 600         | 600          | 600          | 600              |
| Время реакции, с                            | 26...28     | 22...24      | 22...24      | 24               |
| Скорость полета ЗУР, м/с                    | 600         | 600          | 700          | 700              |
| Масса ракеты, кг                            | 630         | 630          | 630          | 630              |
| Масса боевой части, кг                      | 57          | 57           | 57           | 57               |
| Канальность по цели                         | 1           | 1            | 1            | 2                |
| Канальность по ЗУР                          | 2...3       | 2...3        | 2...3        | до 3             |
| Время развертывания (свертывания), мин      | 5           | 5            | 5            | 5                |
| Число ЗУР на боевой машине                  | 3           | 3            | 3            | 3                |
| Год принятия на вооружение                  | 1967        | 1973         | 1976         | 1978             |

## Служба и боевое применение
Зенитно-ракетный комплекс «Куб» (экспортное название «Квадрат») состоял на вооружении армий стран-участниц Варшавского договора и поставлялся в ряд стран Ближнего Востока, Азии и Африки. Он участвовал в локальных военных конфликтах.
Превосходил аналог, значительно сковывал возможности ВВС, в последующем эффективность существенно снижалась, производились модернизации. Комплекс РЛС обеспечивал раннее обнаружение воздушных целей (до 200км). КБУ выдавала целеуказание СУРН.
В состав батареи управления ЗРК «Куб» входили:
- кабина боевого управления (КБУ)
- радиолокационные станции (РЛС):
  - П-15 «Тропа»
  - П-18 «Малахит»
  - П-40 «Броня»
- передвижной радиовысотомер ПРВ-16 «Надежность».

### Боевое применение
1. Война Судного дня 1973 года — первое боевое применение ЗРК «Куб» (точнее — его упрощённого экспортного варианта «Квадрат»). Применялись сирийскими войсками. По данным сирийской стороны было сбито 64[11] самолёта израильской армии[12]. По данным западных источников, три четверти потерянных израильских самолётов A-4 Skyhawk, которые понесли самые многочисленные потери, были в результате поражения ЗРК «КУБ»[13].
2. Израильско-сирийский пограничный конфликт — применялись[когда?] сирийскими войсками. Согласно российским источникам, после 8 запусков ЗУР было сбито 6 самолётов[3][14][15];
3. Миротворческая операция UNEF — сирийские ЗРК «Куб» (вместе с ЗРК С-75) 9 августа 1974 г. участвовали в уничтожении самолёта миротворческой миссии ООН, после нарушения полёта в назначенном коридоре[англ.]. Сирийские зенитчики сбили нарушителя, обломки упали северо-восточнее деревни Ад Димас. Девять человек экипажа (канадские миротворцы) погибли[16][17];
4. Ирано-иракская война — применялись в начале боевых действий в 1980 году иракской стороной. В результате применения комплексов 2К12Е «Квадрат» был сбит 21 самолёт иранских ВВС[3]. Известен случай когда в одной атаке иракскими ЗРК «Квадрат» было сбито 3 иранских истребителя F-5E Tiger[18];
5. Ливанская война (1982)[14] - дивизионы, развернутые вокруг Дамаска, были уничтожены в ходе комплексной операции с применением разведывательных БПЛА и работавших по их данным маловысотных дозвуковых тактических ракет "земля-земля" с телевизионным наведением;
6. Война за независимость Западной Сахары с Марокко и Мавританией 1973—1991 годов — применялись «Фронтом Полисарио». В числе сбитых самолётов такие как F-5 Tiger II и Mirage F1[3][14][19];
7. Операция «Каньон Эльдорадо» 1986 года — применялись ливийской стороной для отражения американских налётов[14];
8. Чадско-ливийский конфликт — применялись в 1986—1987 г.г.[20]. Трофейным комплексом чадские повстанцы сбили ливийский сверхзвуковой бомбардировщик Ту-22[21];
9. Налёты южно-африканской авиации — применялись Анголой для защиты от южно-африканской авиации[3];
10. Операция Deliberated force" — применялись боснийскими сербами. Комплексом 2К12Е был сбит истребитель General Dynamics F-16 Fighting Falcon[20];
11. Война НАТО против Югославии — применялись в 1999 году Югославией[20]. По данным российских источников, в ходе применения были сбиты несколько самолётов НАТО[3].
12. Гражданская война в Сирии — в апреле 2017 года при нанесении ВС США удара ракетами «Томагавк» по сирийской авиабазе Шайрат, согласно анализу спутниковых снимков, была полностью уничтожена батарея ЗРК «Куб»[22]. Сирийские ПВО использовало установки «Бук», «Квадрат» и пр.[23] для противодействия ракетному удару США, Британии и Франции в 2018 году. По информации Министерства обороны России, всего были применены 103 крылатые ракеты, из которых сирийскими средствами ПВО успешно перехвачена 71 крылатая ракета[24], в том числе комплексы «Квадрат» выпустили 21 ракету, было поражено 11 целей[25]; согласно официальным данным Министерства обороны США, ни одна из атакующих ракет поражена не была, а большинство пусков зенитных ракет было произведено уже после того, как крылатые ракеты достигли цели[26].
13. Гражданская война в Ливии — 7 мая 2019 года над регионом Хира войсками ЛНА с помощью ЗРК «Квадрат» был сбит Mirage F1ED Правительства национального согласия[27][28].
14. Вторжение в Йемен — 6 июня 2019 года хуситы с помощью ЗРК «Квадрат» сбили американский беспилотник MQ-9 Reaper[29].
15. Вторжение России на Украину (с 2022) - модернизированные установки применяются войсками противовоздушной обороны Украины.

## Операторы

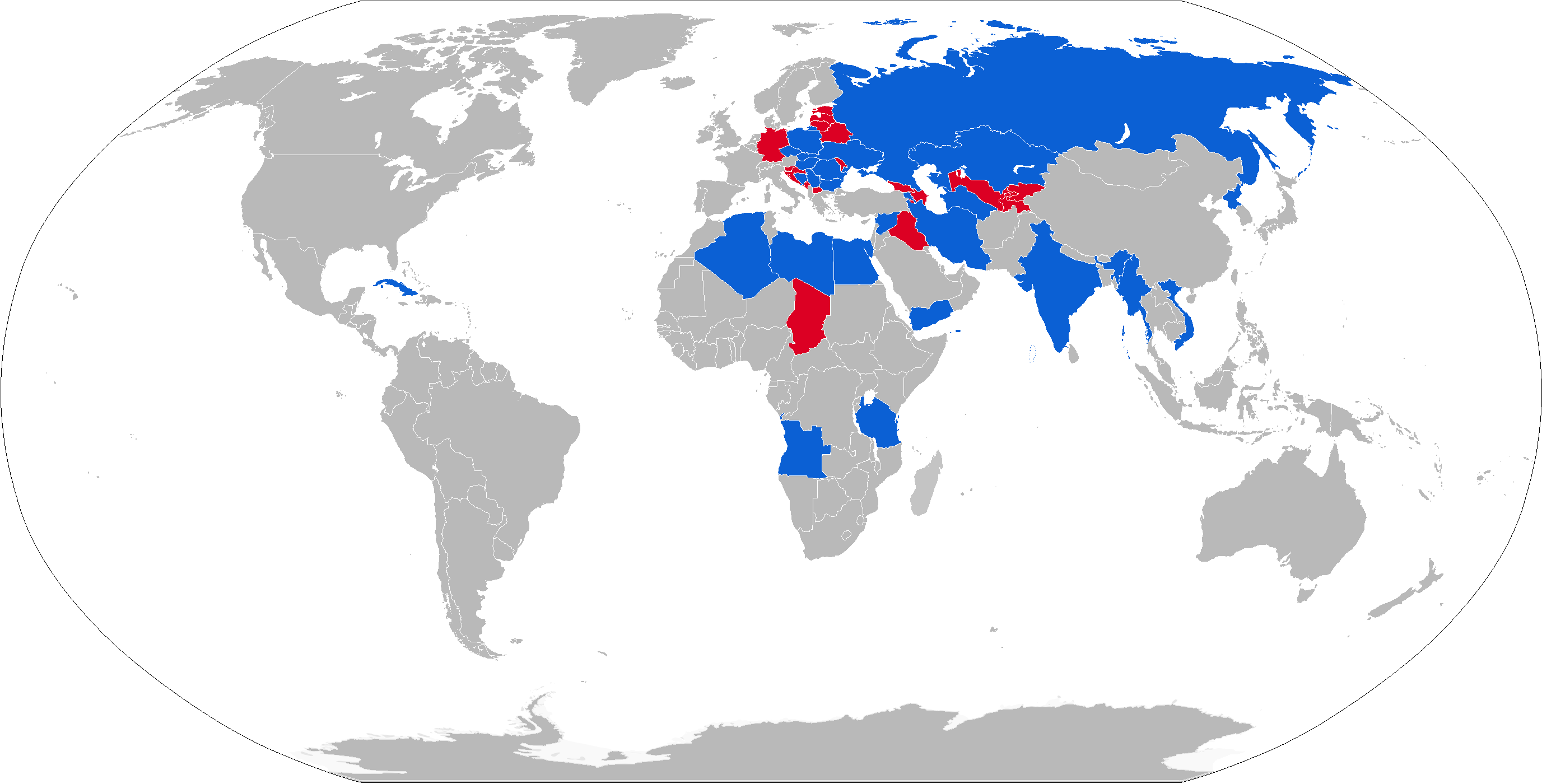
Операторы ЗРК Куб. Красным цветом отмечены бывшие операторы.

### Современные
- Алжир — 40 ПУ (10 ЗРК) 2К12, по состоянию на 2012 год[30]
- Ангола — 16 ПУ (4 дивизиона) 2К12МЛ Квадрат-МЛ, по состоянию на 2023 год[31]
- Армения — на вооружении, по состоянию на 2022 год[32], 3 РПН и 3 ПУ потеряно в ходе войны[33]
- Босния и Герцеговина — 20 ПУ (5 дивизионов) 2К12 Куб по состоянию на 2024 год[34]
- Болгария — 20 ПУ (5 дивизионов) 2К12 по состоянию на 2024 год[35][36]
- Венгрия — 16 (4 дивизиона) ПУ 2К12 Куб по состоянию на 2024 год[37]
- Вьетнам — 10 ПУ (3 дивизиона) 2К12 Куб, по состоянию на 2016 год[38]
- Египет — 56 ПУ (14 дивизионов) 2К12 Куб, по состоянию на 2023 год[39]
- Индия — 180 ПУ (25 дивизионов) 2К12 Куб, по состоянию на 2023 год[40]
- Казахстан — 20 ПУ (5 дивизионов) 2К12 Куб по состоянию на 2012 год[41], по состоянию на 2022 год в строю некоторое число[42]
- Куба — 3 ПУ (1 дивизион) 2К12 Куб, по состоянию на 2023 год[43][44]
- Польша — 20 ПУ (5 дивизионов) 2К12 Куб по состоянию на 2024 год[45]
- Румыния — 32 ПУ 2К12 Куб по состоянию на 2024 год[46]
- Сербия
  - Сухопутные войска Сербии — 77 (20 дивизионов) 2К12 Куб по состоянию на 2024 год[47]
  - Военно-воздушные силы и войска ПВО Сербии — 9 (3 дивизиона) 2К12 Куб, по состоянию на 2024 год[48]
- Сирия — до 100 ПУ ( 25 дивизионов) 2К12, по состоянию на 2011 год[49]
- Туркменистан — 2+ 2К12 по состоянию на 2022 год[50]
- Украина — 825 SA-10 Grumble/SA-11 Gadfly/SA-12A Gladiator/SA-2 Guideline/SA-3 Goa/SA-5 Gammon/SA-6 Gainful, по состоянию на 2010 год.[51] Получила 2 батареи и 2 ПУ от Чехии и Словакии в 2023 году[52]
- Чад — 4 ПУ (1 дивизион) 2К12, по состоянию на 2023 год[53]
- Чехия — 8 2К12М2 Куб-М2 по состоянию на 2024 год[54].

### Бывшие

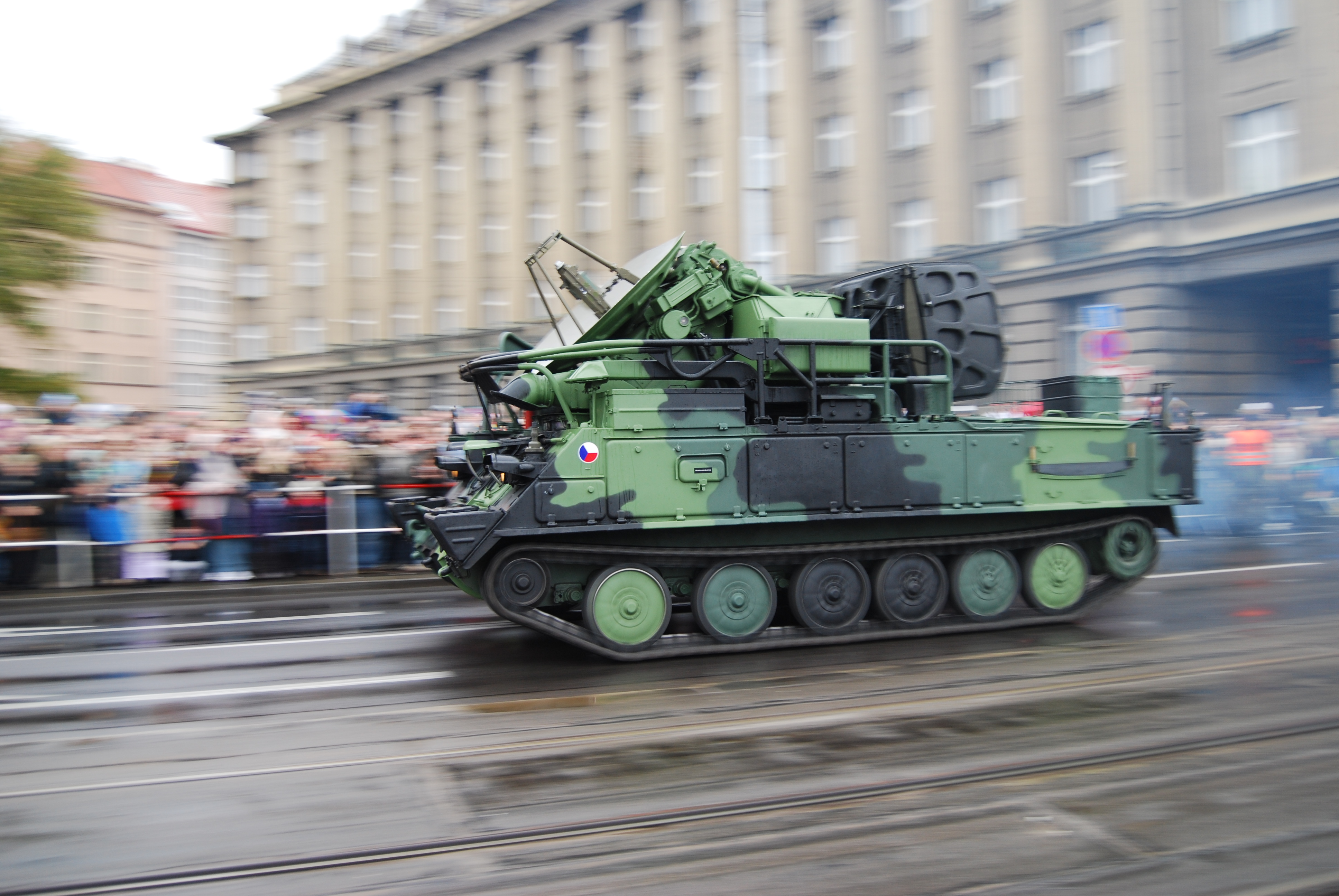
2K12 KUB

- Бенин — количество и статус неизвестны[3]
- Гвинея — количество и статус неизвестны[4]
- ГДР — 27 единиц 2К12 поставлены из СССР в период с 1976 по 1979 годы[55]
- Ирак — 20 единиц 2К12 поставлены из СССР в период с 1977 по 1985 годы[55]
- Йемен — некоторое количество 2К12, по состоянию на 2012 год[56]
- КНДР — некоторое количество SA-6 Gainful, по состоянию на 2013 год[57][58]
- Кувейт — 10 единиц 2К12 поставлены из СССР в период с 1979 по 1980 годы[55]
- Ливия — некоторое количество 2К12, по состоянию на 2012 год[59]
- Мавритания — количество и статус неизвестны[3]
- Мозамбик — количество и статус неизвестны[4]
- Никарагуа — количество и статус неизвестны[3]
- Польша — 25 единиц 2К12 поставлены из СССР в период с 1973 по 1978 годы[55]
- Россия — 1 батарея 2К12 дислоцирована в Армении, по состоянию на 2016 год[60]
- Румыния — 10 единиц 2К12 поставлены из СССР в период с 1980 по 1982 годы[55]
- Сербия и Черногория — 17 единиц 2К12 поставлены из СССР в период с 1975 по 1977 годы[55]
- Словакия — 1 бригада, вооружённая 2К12, 9К32 и С-300, по состоянию на 2012 год[61]
- Словения — количество и статус неизвестны[3]
- Сомали — количество и статус неизвестны[4]
- Танзания — некоторое количество 2К12, оценивающихся как небоеспособные, по состоянию на 2016 год
- «Фронт Полисарио» — количество и статус неизвестны[3]
- Хорватия — количество и статус неизвестны[3]
- Чехия — некоторое количество 2К12, по состоянию на 2012 год[62]
- Чехословакия — 10 единиц 2К12 поставлены из СССР в период с 1973 по 1975 годы[55], перешли к образовавшимся после распада государствам
- Эфиопия — количество и статус неизвестны[4]
- Южный Йемен — 6 единиц 2К12 поставлены из СССР в период с 1979 по 1980 годы[55]
- Югославия — перешли к образовавшимся после распада государствам[4]